# 張亢 (晉朝)
張亢（？—？），字季阳，安平灌津（今河北省安平县）人，晋朝官员。
張收之子，張載、张协之弟，世稱三張。张亢曾任乌程县令。才藻不及兄，但對音樂有特殊見解。拜散骑侍郎，荀崧荐为佐著作郎，升迁为散骑常侍。